# تونویل
تونویل (به فرانسوی: Thonville) یک کمون در فرانسه است که در Canton of Faulquemont واقع شده‌است.

## خصوصیات
تونویل ۲٫۵۳ کیلومترمربع مساحت و ۴۹ نفر جمعیت دارد و ۲۰۰ متر بالاتر از سطح دریا واقع شده‌است.